# Lettische Badminton-Mannschaftsmeisterschaft 2024
Die Lettische Badminton-Mannschaftsmeisterschaft 2024 fand am 2. März 2024 in Sigulda statt. Meister wurde das Team vom SBK/SSS.

## Endstand
| Platz | Team |
| ----- | --- |
| 1.    | SBK/SSS (Serhii Marushchak, Annija Rulle-Titava, Guntis Lavrinovičs, Anna Kupča, Didzis Gureckis, Jekaterina Romanova, Liāna Lenceviča, Artūrs Akmens) |
| 2.    | RSP/RBS 1 (Toms Sala, Kristīne Gurecka, Reinis Krauklis, Anzhelika Nadtochyi, Pauls Gureckis, Madara Gaure)                                            |
| 3.    | BK Baloži/Top Media (Anastasiia Prokopovych, Kavindi Ishandika Sirimannage, Artūrs Ķelpe, Megija Āboltiņa, Mārtiņš Kažemaks, Valters Liepkalns)        |
| 4.    | RSP/RBS 2 (Madara Gaure, Edžus Meirāns, Dāvis Strazdiņš, Elza Zitāne, Agate Solovjova)                                                                 |